# Kannazuki no Miko
Kannazuki no Miko (神無月の巫女 lit. Sacerdotisa del mes de los dioses?) nombrada La Sacerdotisa de Octubre en Hispanoamérica, es una serie de manga escrita e ilustrada por Kaishaku,  centrada en la relación amorosa de dos chicas, Chikane y Himeko. La trama contiene elementos de mahō shōjo y mecha. La serie comenzó como un manga en el año 2004, con una duración muy corta en Japón, con solo catorce capítulos fueron publicados por Kadokawa Shoten y serializada en la revista Shōnen Ace durante 8 meses. Una serie de anime de 12 episodios relativamente fieles al manga fue creada y transmitida cuando la versión en papel apenas había comenzado su serialización. Y un drama CD fue lanzado el 25 de noviembre de 2004 por Geneon basado en la adaptación animada de la serie.
En la Anime Expo del 2005, la misma empresa declaró que habían licenciado los derechos de distribución del anime en Estados Unidos. Y por último Tokyopop anunció en la convención Comic-Con International del año 2007 que lanzarían el manga en inglés a partir de mayo de 2008 en Estados Unidos. Debido al éxito de esta historia, el grupo realizador Kaishaku incursionó en los crossover, mezclando en una nueva serie a varios de sus personajes reconocidos en otros de sus mangas. Chikane y Himeko son parte de esa nueva historia, conocida como Kyōshirō to Towa no Sora, pero con otras identidades.

## Argumento
Kannazuki no Miko cuenta la historia de Himeko y Chikane, la reencarnación de las sacerdotisas del Sol y la Luna respectivamente. Ambas son alumnas de secundaria en la presitigiosa Academia Ototachibana situada en Mahoroba, Japón. Cuando un mal ancestral se alza nuevamente, las chicas son absorbidas por el destino en el instante que el espíritu de las sacerdotisas que llevaban dentro, despierta para defender el mundo contra los Orochi.
Cuando los Orochi despiertan, es el primero de octubre (el mes sin Dios), que casualmente es el día de cumpleaños de Himeko y Chikane. El primer Orochi que intenta matar a las sacerdotisas es Sōma Ōgami, un joven enamorado de Himeko. Sin embargo, luego de una luz cegadora vuelve en si, rechaza su destino como Orochi, y jura proteger a Himeko de los otros como el hasta las últimas consecuencias. Las sacerdotisas deberán despertar el Ame no Murakumo para salvar el mundo, mientras Sōma combate los esfuerzos de los Orochi por asesinarlas.

## Personajes

### Sacerdotisas
Himeko Kurusugawa (来栖川 姫子 Kurusugawa Himeko?)
Voz por: Noriko Shitaya
Himeko es la Sacerdotisa del Sol. Es una joven tímida e inocente de dieciséis años y la protagonista principal de la historia. Conoce a Chikane desde hace años, inconsciente de la atracción de Chikane hacia ella. Al principio, Himeko encuentra sentimientos por Sōma Ōgami, su amigo de la infancia. Cuando salen en una cita, su relación llena de dudas el corazón de Chikane. Ella comienza a considerar a Chikane una amiga muy cercana, aunque las dos apenas se ven en público. Himeko es una fotógrafa principiante con algo de habilidad. Inicialmente es tímida y cautelosa, desconfiada de sus propias habilidades. Esto se debe principalmente a que luego de la muerte de sus padres, fue adoptada por unos parientes abusivos antes de ser trasladada con otros parientes.
En la escuela, Himeko parece tener solo una amiga, su compañera de cuarto Makoto. Luego de la destrucción de los dormitorios, cuando Himeko se muda con Chikane, se gana la enemistad de las admiradoras de Chikane en la escuela. Porta la marca del sol en el pecho y en los últimos episodios, descubre y acepta sus sentimientos románticos por Chikane.
Chikane Himemiya (姫宮 千歌音 Himemiya Chikane?)
Voz por: Ayako Kawasumi
Chikane es la Sacerdotisa de la Luna. En contraste con Himeko, es una persona de carácter fuerte, de tez blanca, proporciones perfectas y un hermoso cabello negro azulado. Tiene un aura noble y elegante, vive en una mansión con muchas empleadas del hogar, y es considerada una de las personas de más alta categoría de la escuela; tiene admiradores de ambos géneros y tiene que lidiar frecuentemente con confesiones románticas. Es miembro del prestigioso club de kyūdō (arquería japonesa) y utiliza su arco como arma en los enfrentamientos con los Orochi.
Eventos posteriores muestran que también es hábil en el uso de la tantō (cheira). Sus habilidades de combate se asemejan, a aquellas que poseían de las esposas de los samuráis, otra prueba del prestigio de la familia Himemiya. Además de sus habilidades para el combate, Chikane demuestra poseer un talento excepcional para jugar al tenis y tocar el piano. Muchos en la escuela creen que mantiene una relación con Sōma, pero eso pronto se demuestra que no es cierto, ya que ella ha estado enamorada de Himeko desde el instante en que se conocieron, aunque no se lo revela hasta casi el final de la historia. Finalmente, parece haberse "vuelto malvada", eliminando a todos los Orochi excepto a dos, después de atacar a Himeko para volverla en su contra. El verdadero motivo tras sus acciones es mucho más complejo de lo que en un principio aparenta. Chikane porta la marca de la luna en la espalda.

### Orochi
El villano principal de la serie es Orochi, un dios malvado que desea destruir la humanidad para crear su propio reino de oscuridad y nihilismo. Al igual que en la mitología japonesa, el Orochi de Kannazuki no Miko tiene ocho 'cuellos', sus ocho adoradores y seguidores, quienes también son llamados Orochi (オロチ衆?) por asociación. Cada uno de ellos posee un mecha, que es al mismo tiempo un alter ego de su poseedor y la encarnación de un dios menor (con la capacidad de volver de las cenizas una y otra vez), el cual forma parte del cuerpo de la deidad Orochi. Cada seguidor tiene características personales exageradas; hay ciertos indicios de que la deidad maligna les ha otorgado gran fuerza física, resistencia y una capacidad limitada para levitar y teletransportarse, así como también un poder o arma único acorde a su personalidad. Orochi elige a quienes han experimentado gran dolor en su vida y se ven sumidos en la desesperación como sus seguidores. Seis de los ocho seguidores caen fácilmente en estereotipos de personajes, un sociopata, un bruto sin cerebro, una idol, una mangaka antisocial, una catgirl, y una monja que perdió la fe en Dios. Tienen personalidades extremadamente opuestas y no coordinan sus ataques sobre las sacerdotisas, hasta la mitad de la serie.
Tsubasa (ツバサ?)
Voz por: Yasunori Matsumoto
Es El Primer Cuello (一の首 Ichi no kubi?), considerado el líder y más poderoso de los Orochi. Tsubasa es un bishōnen alto, de cabello claro, y un (presunto) sociopata con un extenso historial, comenzando con el asesinato de su padre abusivo, al cual mató para salvar a su hermano menor. Tsubasa es también el hermano biológico de Sōma, a quien dejó al cuidado de la familia Ōgami cuando se escapó de la ciudad. Él fue el único que pudo vencer a su hermano, cuando todos los otros cuellos habían fallado. Sōma tiene pocos recuerdos de él, y Tsubasa duda en herir seriamente a su hermano en su primera pelea; se concentra más en convencer a su hermano que se una a Orochi, que en matar a las sacerdotisas.
Su robot, Take no Yasukunazuchi, tiene la capacidad de desplegar alas para poder volar y ataca con espadas montadas en sus brazos. Él es el único Orochi que puede combatir seriamente contra Chikane luego de que ella se "convierte en Orochi", pero la pelea termina sin un vencedor claro. Sin embargo, el consigue (temporalmente) destruir el Take no Yamikazuchi y termina abandonando la pelea. En el combate personal, Tsubasa usa principalmente una sword (espada en inglés), aunque demuestra cierta habilidad para arrojar cuchillos también. Tsubasa finalmente prueba que sus sentimientos por su hermano, son más fuertes que su deseo de llevar a cabo la destrucción mundial nihilista, propuesta por Orochi. Porta la marca de Orochi sobre su corazón.
Sister Miyako (ミヤコ?)
Voz por: Ikue Ohtani
El Segundo Cuello (二の首 Ni no kubi?), La primera orochi en aparecer es una monja de cabello morado, que perdió su fe en Dios luego de haber sobrevivido una terrible guerra (posiblemente en Sudamérica, dado su color bronceado de piel que es un estereotipo común en anime y manga). Aunque hay poca cooperación entre los Orochi, ella parece ser la segunda al mando y tiene un gran respeto por Tsubasa; en algunas ocasiones le da órdenes a Girochi e induce a las otras tres orochi a cooperar entre ellas. Su influencia parece ser lo que lleva a Chikane a pasarse al lado de Orochi, aunque luego se revela que la Sacerdotisa Lunar se unió a ellos por su propia voluntad.
Su robot, Yatsu no Onokoshizuchi, en lugar de brazos tiene tentáculos y un círculo gigante de electrodos en la espalda, con el cual dispara rayos letales. En combate personal, Miyako utiliza espejos encantados con los cuales puede crear complejas ilusiones y espiar a otros a la distancia. Es una hábil manipuladora y una observadora perspicaz, utiliza sus espejos para seducir a Chikane enseñándole sus deseos más profundos. Es la última Orochi en caer frente a Chikane. Hay indicios de que porta la marca de Orochi en su garganta.
Girochi (ギロチ?)
Voz por: Yasuyuki Kase
El Tercer Cuello (三の首 San no kubi?), es uno de los primeros Orochi en atacar a las sacerdotisas. Es un hombre muy corpulento y utiliza pesadas cadenas como armas contra sus enemigos. Se siente sumamente atraído por Himeko, e intenta convencerla de que salga en una cita con el, cada vez que se enfrenta a las sacerdotisas. Girochi es el hermano menor de Miyako. Durante uno de los flashback, se lo puede ver de niño en una zona destruida, llorando junto a un cadáver que yace bajo un edificio colapsado. Presuntamente, esto ocurrió durante la misma guerra que destruyó la iglesia donde vivía su hermana, le costó la vida a sus padres y lo dejó traumatizado para siempre. Su robot, Hi no Ashinazuchi, es apodado Gungal, y se caracteriza por su brazo derecho excesivamente grande. Tan grande que todo el cuerpo del robot cabe dentro de él, como se puede ver cuando realiza su ataque "Megaton Knuckle". Es el primero en ser petrificado por Chikane, aunque luego es purificado. Porta la marca de Orochi en la parte posterior de su mano derecha.
Corona (コロナ Korona?)
Voz por: Kana Ueda
El Cuarto Cuello (四の首 Shi no kubi?), es una delirante idola pop, que se convirtió en Orochi, en parte debido a una terrible baja en las ventas de su CD. Se comporta como una maniática, intentando constantemente impresionar a los otros Orochi con sus aptitudes como showwoman, pero su enérgico exterior esconde un pasado obscuro. En un flashback se la puede ver tirada en una cama al lado de un hombre mayor, con su ropa desgarrada; su relación con el hombre y los motivos de tal acto nunca son revelados, lo único que Corona dice al respecto es que fue "traicionada por sus sueños". Su robot, Ooube no Senazuchi, apodado "El Escenario Final", toma la forma de una rueda con un ojo demoníaco en el centro, y de un centrípedo gigante con brazos y cabeza antropomorfos. En materia de combate personal, Corona arroja lápices labiales a sus enemigos. Este ataque no es tan inofensivo como suena, ya que sus lápices labiales llevan cargas explosivas. Finalmente Corona es petrificada y luego purificada. Hay indicios de que porta la marca de Orochi en su seno izquierdo.
Reiko Ōta (大田 レーコ Ōta Reiko?)
Voz por: Mamiko Noto
El Quinto Cuello (五の首 Go no kubi?), es una mangaka antisocial. Reiko se toma su membrecía a los Orochi como un "trabajo diurno" y la venta de su manga ha mejorado desde que se unió. Interactúa poco con los demás Orochi y en la pelea es fría y calculadora. Comparte su apellido con Hitoshi Ōta, uno de los escritores de Kannazuki no Miko. Su robot, Ho no Shuraizuchi, toma la forma de una vasija con forma antropomorfa. En combate personal, Reiko arroja plumas a sus objetivos. Al igual que los lápices labiales de Corona, estas plumas tienen carga explosiva y estallan al contacto. Curiosamente, Himeko adora el manga de Reiko y es una ávida lectora de su trabajo. Reiko es finalmente petrificada y purificada por Chikane. Hay indicios de que porta la marca de Orochi en su espalda.
Nekoko (ネココ?)
Voz por: Ai Nonaka
El Sexto Cuello (六の首 Roku no kubi?), es una pequeña catgirl, de voz chillona (su nombre deriva de neko, gato en japonés) a la cual se la ve normalmente usando un disfraz de enfermera y una jeringa gigante. A priori, parece encajar en el típico estereotipo de catgirl alegre y ruidosa, pero durante la trama es revelado que en su pasado fue víctima de horribles experimentos médicos, presuntamente la causa de que se convirtiera en Orochi. La jeringa de Nekoko contiene una sustancia curativa que puede curar las heridas. Alternativamente, Nekoko puede lanzar las jeringas como misiles, con la misma carga explosiva que se puede observar en las plumas de Reiko. Su robot, Izuhara no Tamazuchi, apodado Meow Meow (Nya Nya), es una bola mecánica gigante, equipada con una gran cantidad de cañones y capaz de destruir edificios con facilidad. Nekoko se toma todo como un juego, cuando es su turno de enfrentar a las sacerdotisas, en vez de enfrentarlas directamente, primero comienza a destruir la ciudad entera mientras canta y ríe inocentemente. Hay indicios de que porta la marca de Orochi en su trasero.
Sōma Ōgami (大神 ソウマ Ōgami Sōma?)
Voz por: Junji Majima
El Séptimo Cuello (七の首 Nana no kubi?), es el único Orochi capaz de resistir la transformación completa en un ser maligno. Durante gran parte de la serie Sōma es el único que protege a Himeko y Chikane y al final juega un gran papel en la destrucción de Orochi. Tiene un status social muy alto, comparable al de Chikane, y la mayoría de sus compañeros creen que son pareja, aunque en realidad hasta que no ocurre el primer incidente con Orochi, apenas se hablan. Al igual que Chikane, está enamorado de Himeko y lucha fervientemente por protegerla, hasta que es avasallado por la maldición de Orochi, lo cual lo deja fuera de combate, pero su hermano Tsubasa lo rescata al poco tiempo. El robot de Sōma, Take no Yamikazuchi, es un robot humanoide que posee una gran variedad de ataques. En combate personal, Sōma inicialmente utiliza su propio cuerpo. Más adeltante, adopta la forma de pelear con espada de su hermano. Porta la marca de Orochi en su frente.

### Secundarios
Kazuki Ōgami (大神 カズキ Ōgami Kazuki?)
Voz por: Moichi Saito
El hermanastro de Sōma y su tutor legal, así como también sacerdote de "El templo da la sacerdotisa solar y lunar". Sus deberes incluyen mantener el legado de las Sacerdotisas, y prepararlas para la batalla contra Orochi. Aunque se muestre sereno ante los demás, se preocupa por Sōma y lo que la maldición de Orochi pueda hacerle; incluso hasta cierto grado, se preocupa por Himeko y Chikane. Contradictoriamente, a pesar de sus preocupaciones, hay claros indicios de que no comparte todo lo que sabe sobre el ritual para derrotar a Orochi, ni siquiera con Sōma.
Yukihito (ユキヒト?)
Voz por: Omi Minami
El asistente del templo, su labor es asistir al sacerdote y las sacerdotisas, en la preparación del arma que derrotará a Orochi. Nunca se menciona como llegó al templo. Es el mejor amigo y confidente de Sōma.
Otoha Kisaragi (如月 乙羽 Kisaragi Otoha?)
Voz por: Chinami Nishimura
Es la sirvienta personal de Chikane. Cuando Himeko se muda a la mansión con Chikane, Otoha inmediatamente se da cuenta del vínculo que hay entre ellas y se vuelve terriblemente celosa, enojándose con Himeko por arrebatarle a Chikane y herir sus sentimientos. Además de generar ciertas situaciones humorosas y dramáticas a lo largo de la serie, sus relatos juegan un papel muy importante a la hora de comprender el pasado de Chikane y porque solo tiene ojos para Himeko. Cuando es enviada fuera de la ciudad debido a la conmoción, le confiesa a Chikane cuanto la quiere y admira. Chikane luego la abraza y Otoha se sonroja y quiebra en llanto.
Makoto Saotome (早乙女 マコト Saotome Makoto?)
Voz por: Ikue Ohtani
Es la amiga y compañera de cuarto de Himeko, "Mako-chan" es una chica atlética, una de las corredoras más rápidas de Ototachibana. El día que Sōma atacó a Himeko, fue gravemente herida debido a un derrumbe, debido a esta herida, su posibilidad de competir en la carrera inter escolar fue destruida. Luego de este incidente se alejó de Himeko, culpándola de las heridas que recibió. No vuelve a aparecer en la serie sino casi hasta el clímax, cuando ayuda a Himeko a tomar la decisión final.

## Lanzamiento

### Anime

#### Lista de episodios
| # | Título                                                                       | Estreno                 |
| --- | ---------------------------------------------------------------------------- | ----------------------- |
| 1 | «Un lugar de este mundo» «Tokoyo no Kuni» (常世の国)                         | 2 de octubre de 2004    |
| Chikane y Himeko comparten la fecha de cumpleaños, y el mismo se acerca. En el día de su cumpleaños, los Orochi despiertan. Al principio, Soma se ve afectado por la maldición y ataca a las sacerdotisas, pero finalmente recupera sus sentidos y termina protegiéndolas de Sister Miyako. Chikane besa a Himeko por primera vez. |                                                                              |                         |
| 2 | «Eclipsando el Sol y la Luna» «Kasanaru Nichigetsu» (重なる日月)             | 9 de octubre de 2004    |
| Kazuki Ōgami les cuenta a las chicas la historia de la lucha contra el Orochi y revela que Himeko es la sacerdotisa solar. Himeko visita a su amiga Makoto en el hospital y decide que debe alejarse de todos para evitar que corran peligros. Chikane la encuentra y le muestra que ella es la sacerdotisa lunar. Poco más tarde, Girochi las ataca pero Sōma aparece al rescate. |                                                                              |                         |
| 3 | «La concha del amor secreto» «Hirenkai» (秘恋貝)                             | 16 de octubre de 2004   |
| Como las habitaciones fueron destruidas durante el ataque, Himeko se va a vivir a la mansión de Chikane. Las sacerdotisas comienzan con el ritual para revivir al Ame no Murakumo pero no lo logran y Chikane resulta herida en un brazo. Nekoko comienza su ataque pero, una vez más, Sōma las rescata. |                                                                              |                         |
| 4 | «El verdadero sentimiento» «Omoi Tamauya» (思い賜うや)                       | 23 de octubre de 2004   |
| Sōma invita a Himeko a una cita. Chikane, aunque en realidad está triste por ello, la ayuda prestándole un vestido. Cuando estaban viendo, Sōma e Himeko, la puesta de Sol, Tsubasa hace su aparición. |                                                                              |                         |
| 5 | «Sobre la oscuridad de la noche» «Yaan o Koete» (夜闇を越えて)               | 30 de octubre de 2004   |
| Sōma descubre que Tsubasa es su hermano mayor, el cual estaba desaparecido. Durante la batalla Himeko es dañada y Chikane la lleva a casa. Sōma pierde la batalla, pero Tsubasa le da otra oportunidad y decide decirle a Himeko, antes de enfrentarse a él, que la quiere pero no puede hacerlo ya que ella está dormida. Sōma lucha contra Tsubasa e Himeko le da su poder con lo que gana la batalla aunque Tsubasa sigue vivo. |                                                                              |                         |
| 6 | «Tú, que eres el Sol» «Hidamari no Kimi» (日溜まりの君)                      | 6 de noviembre de 2004  |
| Las chicas se ponen a cocinar e Himeko decide hacer comida también para Sōma, pero no se atreve a dársela. Chikane lo busca y lo lleva hasta Himeko, dejándolos solos. Chikane recuerda el día en que se conocieron. Sōma le pide otra cita a Himeko a lo que ella acepta pero, cree que está siendo una molestia para Chikane y la cancela. Chikane llama a Sōma y le dice que sí irá y, de nuevo, la prepara para que se vea bien en la cita. |                                                                              |                         |
| 7 | «Cae la lluvia en el infierno del amor» «Rengoku ni Furu Ame» (恋獄に降る雨) | 13 de noviembre de 2004 |
| En medio de la cita se pone a llover y tienen que refugiarse en una cabaña abandonada. Sister Miyako la atrae a una Iglesia donde le muestra imágenes de Sōma e Himeko y le hace ver el deseo que siente por Himeko. Girochi ataca a Sōma e Himeko pero es derrotado. Chikane decide decirle sus sentimientos a Himeko pero cuando llega, la ve besándose con Sōma. Chikane recuerda algo de su anterior vida. Himeko se pone a llorar nada más separarse del beso y Chikane la termina consolándo. |                                                                              |                         |
| 8 | «Tormenta en la Luna plateada» «Gingetsu no Arashi» (銀月の嵐)               | 20 de noviembre de 2004 |
| Chikane toma una decisión y le pide a Otoha que vaya a casa de unos parientes. A Sōma le empiezan a salir unas escamas, consecuencia de la maldición del Orochi. Himeko nota que Chikane se comporta de forma extraña y decide comprarle un regalo. Cuando llega a la mansión, ve que Chikane lleva la ropa de la sacerdotisa del Sol. Chikane la besa y termina violándola. Sōma aparece pero Chikane se lleva a su robot y se une al Orochi. |                                                                              |                         |
| 9 | «El infierno» «Yomi Hikazaka e» (黄泉比良坂へ)                               | 27 de noviembre de 2004 |
| Kazuki le entrega el traje de sacerdotisa de la Luna a Himeko para que lo use y le pide que realice el ritual. Los pilares se revelan contra Chikane pero son eliminados por ella. Tsubasa le entrega su espada a su hermano. |                                                                              |                         |
| 10 | «Invitación de amor y muerte» «Ai to Shi no Shōtaijō» (愛と死の招待状)       | 4 de diciembre de 2004  |
| Sōma empieza a entenarse con la espada e Himeko logra revivir al Ame no Murakumo. Cuando Himeko llega a casa se encuentra con la sorpresa de que Chikane está allí. Ambas se divirten sin atreverse a hablar de lo sucedido. Himeko le pide a Chikane dormir con ella lo cual acepta. A la mañana siguiente, Chikane le entrega una "invitación" y le dice que, en cuanto salga la luna, la matará. |                                                                              |                         |
| 11 | «Danza de espadas» «Ken no Butōkai» (剣の舞踏会)                             | 11 de diciembre de 2004 |
| El Orochi y Ame no Murakumo empiezan a pelear. Sōma ayuda a Himeko a entrar en el Orochi. La maldición lo envuelve por completo. Chikane e Himeko empiezan a luchar aunque , al principio, Himeko se niega por lo que Chikane empieza a destruir la Tierra. Himeko, presa de la furia, ataca a Chikane y logra clavarle la espada. |                                                                              |                         |
| 12 | «Sacerdotisa del mes sin dios» «Kannazuki no Miko» (神無月の巫女)            | 18 de diciembre de 2004 |
| Chikane le cuenta la verdad del porqué le ha hecho tanto daño y es que quería que la odiara para que la matara ya que ella lo hizo en su anterior vida. Esta es la ofrenda que han de pagar las sacerdotisas por salvar a mundo y destruir al Orochi usando al Ame no Murakumo. Tras esto Himeko le pregunta si también le había mentido al decirle que la amaba. La sacerdotisa lunar responde negativamente e Himeko le dice que también la ama. Sōma es rescatado por Tsubasa, el cual no había sido destruido y destruye al Orochi, dejándoles tiempo a las sacerdotisas para despedirse. El Ame no Murokumo las separa pero Chikane promete volver a reencarnar e Himeko le dice que la buscará. Todo vuelve hasta antes de la llegada del Orochi, pero Chikane no ha existido. Tras los créditos, podemos ver el reencuentro entre las dos chicas. |                                                                              |                         |

### Doblaje
Fue el segundo anime basado en una obra de Kaishaku en recibir doblaje al español, el primero fue Steel Angel Kurumi
| Personaje         | Seiyu              | Actor de voz          |
| ----------------- | ------------------ | --------------------- |
| Himeko Kurusugawa | Noriko Shitaya     | Ana Lobo              |
| Himeko Kurusugawa | Noriko Shitaya     | Bonnie Miuller (niña) |
| Chikane Himemiya  | Ayako Kawasumi     | Analiz Sánchez        |
| Sōma Ōgami        | Junji Majima       | Héctor Mena           |
| Girochi           | Yasuyuki Kase      | Julio Bernal          |
| Miyako            | Ikue Ōtani         | Rosalinda Márquez     |
| Tsubasa           | Yasunori Matsumoto | Alan Prieto           |
| Korona            | Kana Ueda          | Iarel Verduzco        |
| Reiko Ōta         | Mamiko Noto        | Leyla Rangel          |
| Nekoko            | Ai Nonaka          | Ellie Rojo            |
| Kazuki Ōgami      | Moichi Saito       | Eleazar Muñoz         |
| Yukihito          | Omi Minami         | Héctor Ireta de Alba  |
| Kisaragi Otoha    | Chinami Nishimura  | Vanessa Olea          |
| Izumi             | Kiyomi Asai        | Harumi Nishizawa      |
| Makoto Saotome    | Ikue Ōtani         | Azucena Miranda       |

## Diferencias entre manga y anime
Chikane estuvo con los Orochi todo el tiempo en el manga, mientras que en el anime, se une a ellos después de presenciar el "primer" beso de Himeko con Soma. Ésta, además, no sabía quién era la Sacerdotisa de la Luna hasta la mitad del manga, mientras que en la versión animada, las sacerdotisas trabajan juntas desde el principio. En el manga, Makoto no se lastima su pierna en medio del ataque a la escuela.
Ame No Murakumo mata a todos los Orochi en la batalla final del manga, en vez de ser Chikane quien los destruye en el anime. Himeko, en la versión papel, acaba con los Orochi quedándose en la Luna con Chikane para nunca más reencarnar (pero aun así en un extra aparece que reencarnan como hermanas), en vez de ser Chikane la que se quede y sea quien vuelva a reencarnar. Finalmente, Himeko no mata a Chikane, sino que la abraza en el manga.

## Spin-Off
En el 2020 la edición de junio de la revista Dengeki Maoh de la editorial Kadokawa anunció la serialización de un nuevo manga spin-off escrito e ilustrado por Kaishaku (creadores del manga original) el cual llevaría el nombre de Himekami no Miko. 